# OBS de Willemsschool
Openbare basisschool de Willemsschool is een openbare basisschool in de Nederlandse plaats Monster, gelegen tegen Ter Heijde aan. De school telde anno 2008 ongeveer 110 leerlingen. In 2013 waren dat er ongeveer 190.
De school werd in 1842 opgericht, toen nog in het vissersdorp Ter Heijde. Toen de school door bezuinigingen van de gemeente Monster, waar Ter Heijde onder viel, met sluiting werd bedreigd, kreeg de school een jaarlijkse Koninklijke subsidie van Koning Willem II.  zo kon de school in Monster toch in stand gehouden worden. De reden dat deze unieke subsidie werd gegeven, was waarschijnlijk de hulp die de Oranjefamilie van de Heijdse vissers tijdens de Franse bezetting kreeg. De school werd als dank naar hem vernoemd. Deze subsidie ontving de school lange tijd van het Koninklijk Huis. Inmiddels is deze subsidie stopgezet.
In 2005 werd het gebouw aan de Zilvermeeuwstraat (niet het gebouw waar de Willemsschool in 1842 begonnen is) afgebroken, omdat het niet meer voldeed aan de eisen van de tijd. Vanaf 2006 krijgen de leerlingen in een combinatie van school en kinderdagverblijf les. 